# Lady de Winter
Lady de Winter eller Milady är en fiktiv figur i romanen De tre musketörerna av Alexandre Dumas. Hon agerar som spion och lönnmördare för kardinal Richelieu och är en av bokens huvudantagonister.